# Давид Велавський
Давид Велавський († після 1474) — пан, Київський боярин з Велавської землі (сучасне село Велавськ). З першої половини та до 70-х років XV століття зем'янин Овруцький та Волинський у Великому князівстві Литовському і Руському.
Родоначальник шляхетських родів Велавських, Булгаків-Белавських (Верповських), Левковських, Малевичів, Гаєвських-Невмержицьких, Доротичів-Павловичів, Ходаковських.

## Життєпис
Давид Велавський був сином Київського боярина Ларивона Велавського, якому Київський князь Олелько Володимирович надав Велавськ та інші землі в Овруцькому повіті.
Мав синів:
- Яків Покалевський мав синів Кузьму Покалевського і Конона, Каленика, Данила і Ларіона Редчиців (Турчинів).
- Булгак Велавський — одержувач грамот Київського воєводи Мартіна Гаштольда (1474) та короля Казимира у Троках (1486); син Левко — боярин Овруцький, «отчич» с. Левковичі; інші сини: Сенюта Булгак Верповський, Нестер і Яшута Геєвичі і Сидір Левкович.
- Павло Велавський — синами Павла з дружиною Доротою були бояри Малко, Петро, Антон, Андрій Доротичі (зг. з 1496 по 1524).
- Андрій Глушко Велавський мав сина Васька Андрійовича Велавського (1542)
- Волинянець-Вольнянець мав сина Михайла (1496).[1]

## Родовід
```
 N. Турчин (Немира, конюший Вітовта?) [Велавський] (1398)
  │
  └─
Ларивон Велавський
, боярин князя Олелька Володимировича (1420, 1422) і князя Свидригайла (1438)
      │
      └─
Давид Велавський
, овруцький і волинський пан († після 1474)
          ├─Яків Покалевський, боярин овруцький (вислуга Покалів)—>Кузьма—>Покалевські─(x);
[
2
]

          │   ├─Конон, Каленик, Данило і Ларіон Редчиці (з 1522 по 1552)—>Редчиці або Турчини
[
3
]
 
          ├─Андрій Глушко Велавський, ″ (Покалів)—>Васько Андрійович Велавський (с. Булгаки в Заушші, 1542)─(x)
          ├─Вольнянець, ″ (Гаєвичі)—>Михайло─(x)
          ├─Павло Велавський, ″ ∞ Дорота  
          │   ├─Петро Доротич (1496, с. Доротичі)—>Доротичі
          │   ├─Антон ″
          │   ├─Андрій ″, 1510   
          │   └─Малко, ″ 1524
          │      └─Яцко Малкович (1530)—>Василій Малкович-Ходаківський (1570)—>
Малкевич-Ходаківські

          │        └─Кіндрат Малевич (зг. 1566—1569)—>Артемій Доротич-Малевич (зг. 1604—1631)...—>
Казимир Малевич
[
4
]

          └─Булгак (Іван?) "Белавський" (Велавський), зем'янин овруцький (зг. 1486, Смолчанська земля)
               ├─„Львей“ (Лев, Левко), зем'янин київський (1474) 
               │      ├─Неліпа (Велічко?) Левкович
               │      │  ├─Гридко (1571)—>Іван, Яцко (1586); Мартин, Дмитрій (1604)—>
Левковські

               │      │  ├─Томило (″)—>Ілля (1603), Яцько (1614), Максим—>
Левковські

               │      │  ├─Сезин (″)—>Клим Зиневич Неліпович (1592)─(x)
               │      │  ├─Хвен (Федір) (″)—>Тимофій, Федір, Оникій (1614)—>
Левковські

               │      │  └─Встин (Устим) (″)—>Олехно-Олешко (1576, 1578), Пашко (1614)─(x)
               │      └─N. Левкович (Іван, 1489?)
[
5
]

               │             ├─Андрій Левковський (1575)
[
6
]
—>
Левковські
(Біла Церква)?
[
7
]
 
               │             └─Павло Левковський (Ковель, 1572)
               │                   └─Іоанн Левковський (Рівне, 1609)—>
Левковські
 (Волинь, священнослужителі)?
               ├─Сенюта (Верпа)
               │   ├─Гришко Сенютич (1524)—>Кобилинські
               │   └─Іван Булгаковський (1510)
               │         └─—>Павло і Семен (1574)—>Булгаковські-Верповські 
               ├─Нестер Геєвич (1510), Нестеровщина в Левковичах (до 1525)
               │   └─Макар Геєвич—>Іван, Родівон, Охрім—>Геєвичі Ловдиковські—>Гаєвські
               ├─Яшута Геєвич (1524), Яшутевщина в Левковичах (до 1525)─(x) 
               └─Сидір Левкович  (1530)
                   ├─Федір Сидорович, 1544 (Федько Ложчич, 1524?)—>Невмержицькі
                   ├─Солуян Сидорович (с. Невмиричі) 1552—>Дмитрій і Яцко Дияконовичі—>Невмержицькі
                   └─Зіновій Сидорович (с. Левковичі) 1576─(x)
[
8
]
```